# Sefhare
Sefhare – wieś w Botswanie w dystrykcie Central. Według spisu ludności z 2011 roku wieś liczyła 4602 mieszkańców.